# HD61931
HD61931 — подвійна зоря в сузір'ї Рись. Зорю видно неозброєним оком як слабку білу зорю з видимою візуальною зоряною величиною 5,4. Має видиму зоряну величину в смузі V приблизно 5,3. Розташована на відстані близько 689,5 світлових років від Сонця.

## Подвійна зоря
Головна зоря цієї системи належить до хімічно пекулярних зір й має спектральний клас A0. Через близькість до набагато яскравішої зорі про другий компонент відомо мало.

## Фізичні характеристики
Зоря HD61931 обертається дуже швидко навколо своєї осі. Проєкція її екваторіальної швидкості на промінь зору становить Vsin(i) = 217 км/с.